# オメルタ CODE:TYCOON
『オメルタ CODE:TYCOON』（オメルタ コードタイクーン）は、花梨シャノアールΩより2013年12月27日に発売されたボーイズラブ系アダルトゲーム。『オメルタ 〜沈黙の掟〜』のファンディスク。
PlayStation Vita版『オメルタ CODE:TYCOON 戒』が2016年3月17日に発売された。

## ストーリー
ドラゴンヘッド首領の劉の不在で以前にも増して無法地帯となっている東京湾岸・龍宮。さらなる混乱が起こり、南から来たタイクーンが騒動を収め平和をもたらすと噂されている。
記憶を失ったJJは、何者かに捕らえられ、執拗な尋問を受ける日々を送っていた。
やがて脱出し、龍宮に戻った彼は愛する者と再会、湾岸を揺るがす大規模テロを阻止するために奔走する。

## 登場人物
オメルタ 〜沈黙の掟〜#登場人物も併せて参照のこと。各ルートでの設定を中心に記述。

### メインキャラクター
JJ（ジェー ジェー） （声：城ヶ崎仁）
二つ名：死神<デスサイズ>
使用銃：ベレッタM92F、M16
前作および本作の主人公。死神の異名を持つ殺し屋。何者かに監禁され、執拗な尋問を受けるが、記憶を失い為す術もなかった。やがて脱出し、僅かな記憶を頼りに自分を待つ愛する者の元へ向かう。
遠野 梓（とおの あずさ） （声：金田亮）
二つ名：鮮血の針<アイスピック>
使用銃：FN ブローニングM1910
両親の仇と信じていたJJに復讐するため、ドラゴンヘッドで暗殺者となった。誤解が解け、JJと和解してからは二人でカタギになるべくひっそりと暮らしていたが、JJと再会した時、再びドラゴンヘッドへ戻っていた。
橘 陽司（たちばな ようじ） （声：藍斗勇輝）
二つ名：浪花のマシンガン
使用銃：スコーピオン、ワルサーP38
関西出身の陽気な殺し屋。龍宮でJJと殺し屋コンビとして活躍していた。幼い頃から裏社会で生きてきたが、過去に自身が苦しめられ、友人も失ったことから麻薬を非常に憎んでいる。自称"JJの旦那"。
藤堂 庄一郎（とうどう しょういちろう） （声：星乃煌児）
二つ名：教授<プロフェッサー>
使用銃：H&K MP5
「エピローグ・バー」のマスター。かつてキングシーザー先代ボスの右腕として活躍しており、ファミリーに敬われている。裏社会の顔役的な情報屋兼武器商人で、JJをその後継者にするべく指導中。
霧生 礼司（きりゅう れいじ） （声：大石けいぞう）
二つ名：地獄の猟犬<デスハウンド>
使用銃：スタームルガー レッドホーク
キングシーザー幹部。元刑事。ボスである瑠夏とファミリーを守るためには命も惜しまない青年。融通の利かない堅物でツンデレ。
一部ルートでは、ドラゴンヘッドとの抗争で片耳を損傷しており、"片耳の狂犬"の異名を持つ。
瑠夏・ベリーニ（るか ベリーニ） （声：平井達矢）
二つ名：眠れる獅子<ナンナレオーネ>
使用銃：ベレッタM93R
キングシーザーのボス。食品会社メーラグロッソのCEO。大規模なテロ計画を防ぎ、日本に平和と秩序を取り戻すため奮闘する。パーティーが好き。
宇賀神 剣（うがじん けん） （声：紀之）
二つ名：氷の処刑台<ノークライ・キラー>
使用銃：スタームルガーMkI
元ドラゴンヘッド最高幹部。弁護士として弱者の救済と湾岸の平和のために尽力している。劉を裏切り、ドラゴンヘッドを崩壊させたとして同組織の残党から命を狙われており、ボディガード兼運転手のJJを非常に頼りにしている。
ルートによっては、前作同様冷徹なドラゴンヘッド最高幹部として組織の内外に目を光らせている。
劉 漸（りゅう ぜん） （声：青島刃）
二つ名：虐殺の帝王<キング・ジェノサイド>
使用銃：デザートイーグル
ドラゴンヘッドの首領。劉ルート以外では、既に死亡あるいは刑務所で服役中で一切姿を見せないが、その存在は龍宮の人々や裏社会に大きな影響を与え続けている。
密林の虎（みつりんのとら） （声：あさぎ夕）
使用銃：コルト・ガバメント、M16
東南アジアの反政府ゲリラ組織のリーダー。現地で両親を失ったJJに戦闘技術を叩き込み、戦士として酷使した。あらゆる面でJJの人生に影響を与えた人物。自身の部隊が全滅した戦闘で共に死亡したと思われた。

### キングシーザー
赤坂を拠点とするシチリア系マフィア。テロ計画を阻止するべく、警察とも連携しファミリー総出で行動する。
瑠夏・ベリーニ
キングシーザーのボス。
霧生 礼司
キングシーザー幹部。
石松 陣（いしまつ じん） （声：笹木一馬）
使用銃：ハードボーラー
キングシーザー幹部。情に厚い男。
パオロ･ピアノ （声：宮元登）
使用銃：シグザウアーP226
キングシーザー幹部。人当たりの良い青年。
ルチアーノ・ベリーニ （声：中里圭太）
先代ボスで瑠夏の父。瑠夏とは確執があったが和解。JJが唯一敬語で話す人物。

### ドラゴンヘッド
大陸系マフィア。湾岸地域で勢力を誇っていたが、劉の不在で崩壊。残党は勇狼会の配下に下りつつも復活の機会をうかがっている。
ルートによっては組織は健在。下部組織の勇狼会の台頭に手を焼いている。
劉 漸
ドラゴンヘッド首領。
王 偉 （うぉん うぇい） （声：関エイジ）
使用銃：イングラムM10
ドラゴンヘッド幹部。武闘派組織・紅棍のリーダー。劉に心酔している。
ルートによっては最高幹部として劉不在のドラゴンヘッドを率いている。
魚住 哲 （うおずみ てつ） (声：白井圭）
使用銃：グロック26
ドラゴンヘッド幹部。主に宇賀神をサポートしている。
ルートによっては前作同様金儲けに精を出している。

### 勇狼会 (ゆうろうかい)
龍宮南端を拠点とする中国移民の日系二世、三世で構成された愚連隊。ドラゴンヘッドの配下で、安価な労働力として酷使されていたが、湾岸の混乱に乗じて頭角を現す。
嵐風 丈 (あらかぜ じょう) (声：遥野光)
誕生日：10月1日
使用銃：コルト・ガバメント
勇狼会会長。大柄で野性的な男。面倒見が良く、偶然知り合ったJJに対しても世話を焼く。
瀬戸 旭 (せと あさひ) (声：魁皇楽)
誕生日：6月28日
使用銃：54式拳銃(黒星)
勇狼会幹部。オレンジに染めた髪で、左目上に目立つ傷がある。嵐風とは旧知の仲で、彼を非常に尊敬している。勇狼会が湾岸の覇権を握るべく行動を起こす。

### 刑事たち
稲城 真 (いなぎ しん) (声：四ツ谷サイダー)
誕生日：6月10日
使用銃：S&W M3913
警視庁組織犯罪対策部(マル暴)の刑事。捜査時も常に咥えタバコでやる気なさげだが、裏社会の人間にも顔が利く。その人脈や情報で成果を出しているが、内外問わず評判が悪い。通称"毒イナゴ"。
小久保 一彦 (こくぼ かずひこ) (声：西島古都夫)
誕生日：4月29日
使用銃：ニューナンブM60
稲城の後輩で相棒でもある刑事。稲城とは正反対の人柄で、正義と平和のために尽力している。霧生の刑事時代の同僚で、刑事を辞めマフィアに入った彼を気にかけている。
ドラマCDの霧生編にも登場しているが、名前と霧生の元同僚という設定以外はキャラクターが変更されている。

### その他
鰐淵 雄大 (わにぶち ゆうだい) (声：氷上流星)
絶大な権力を持つ国会議員。その勢力をさらに拡大するべく、ある計画を企む。好色で美青年に目がない。娘と息子が1人ずついる。
張 (チャン)
龍宮の情報屋。JJとは古い付き合いで、JJが記憶を失う直前に仕事を依頼した。
伊春 (イチュン)
龍宮の男娼だったが、デザイナーとなり成功。オネエ系アイドルとしても売れっ子。

## オメルタ 〜学園の掟〜
本編をそのまま学園パロディにしたイベントの朗読ドラマ、エイプリルフール企画から発展し、エクストラシナリオとして登場。
校内のいたる所に地雷が仕込まれ、銃声と爆発音が絶えないオメルタ学園。白ブレザーのキングシーザーと黒ブレザーのドラゴンヘッドが対立するこの学園に、JJは転校生として入学する。
JJ
クールな転校生。2年生。数々の学校を退学になり、オメルタ学園にやってきた。
藤堂 庄一郎
JJのクラスの担任。担当科目は日本史。温厚で生徒たちに優しい。JJには特に優しい。
遠野 梓
ドラゴンヘッド所属。1年生。保健委員。転校初日のJJに一目惚れする。
橘 陽司
関西弁の2年生。白ブレザーだがキングシーザー所属というわけではない。
霧生 礼司
キングシーザー所属。2年生。図書委員。
瑠夏・ベリーニ
キングシーザーボス。3年生。理事長の息子。JJを自分の組織に引き入れようとする。
宇賀神 剣
ドラゴンヘッド所属。2年生。風紀委員長。
劉 漸
ドラゴンヘッド首領。3年生。学生会会長。JJを自分の組織に引き入れようとする。
理事長(ルチアーノ)
オメルタ学園理事長。瑠夏の父。
密林の虎
東南アジアからJJと共に来日。JJをオメルタ学園に放り込む。

## スタッフ
- プロデューサー - 風之宮そのえ
- シナリオ - 菜摘かんな/雪薄/山田くも
- 原画 - 立石涼
- 音楽 - IRUMA RIOKA/神谷勇/CELICA/ヒカガクレコード/蒼色雫/りでる(amorphous)

オメルタ CODE:TYCOON
- 主題歌:「絶海の紅き星」
- エンディング:「真珠街」、「鉄錆の聖堂」
  - 作詞：菜摘かんな、作曲：IRUMA RIOKA、歌：石井真

オメルタ CODE:TYCOON 戒
- 主題歌:「瓦礫レクイエム」
  - 作詞：菜摘かんな、作曲：鈴葉ユミ、歌：ロア健治

## 関連商品

### 音楽CD
- オリジナルサウンドトラック『望郷のポセイドーネ』

### ドラマCD
- オメルタ CODE:TYCOON ドラマCD
  - Vol.1 梓編 〜埠濤の先で待つ者(2014年7月4日発売)
  - Vol.2 宇賀神編 〜黎明の風に吹かれて(2014年8月8日発売)
  - Vol.3 藤堂編 〜ギムレット・タイム(2014年9月12日発売)
  - Vol.4 密林の虎編 〜密林からの逃亡者(2014年10月17日発売)
  - Vol.5 劉編 〜西海岸の血の日曜日(2014年11月21日発売)
  - Vol.6 霧生編 〜掌のアコリエンツァ(2014年12月12日発売)
  - Vol.7 橘編 〜Throwback☆Hero(2015年1月30日発売)
  - Vol.8 瑠夏編 〜Secret Mission for You(2015年3月13日発売)

- オメルタ CODE:TYCOON 特典ドラマCD(非売品)
  - 裏社会あるある(オフィシャル通販)
  - 怪しいお兄さんに職務質問(アニメイト)
  - それぞれの正月(ステラワース)
  - 一緒につくろう・お料理一年生!はじめてのパスタ教室(JBOOK、アニメガ)
  - 一緒につくろう・お料理一年生!はじめての満漢全席(シーガル、アリスNET三宮、コミコミスタジオ、とらのあな、amazon)

- オメルタ CODE:TYCOON 戒 特典ドラマCD(非売品)
  - オメルタ学園外伝・JJアルバイト伝説(オフィシャル通販)
  - ありし日の作文(小六編)(アニメイト)
  - 夏休みスペシャル・龍宮の怪談!?(ステラワース)

### 書籍
- オメルタ CODE:TYCOON ラフ画集 Vol.1
- オメルタ CODE:TYCOON ラフ画集 Vol.2(18禁)
- drapコミックス『ボディーガードと危険なキス オメルタ コード:タイクーン』(2015年7月25日発売)